# Gouvernement en exil
Ne doit pas être confondu avec État croupion.

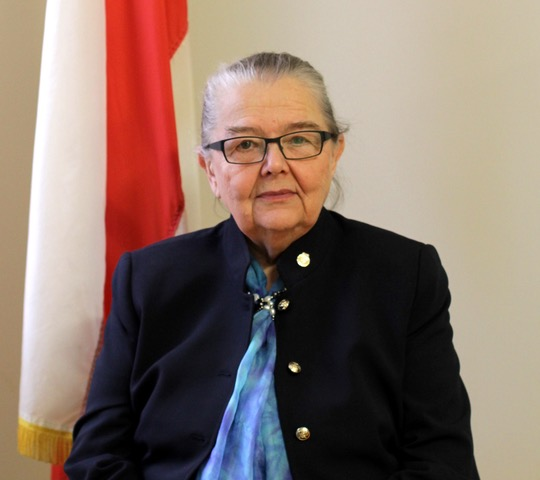
Ivonka Survilla, présidente du gouvernement en exil biélorusse.

Un gouvernement en exil est un groupe politique qui revendique le fait d'être le gouvernement légitime d'un pays, mais qui pour diverses raisons n'est pas capable d'exercer son pouvoir et réside dans un pays étranger. Les gouvernements en exil sont généralement établis dans le but de reconquérir le pouvoir dans le pays dont ils se réclament.
Dans un premier temps, un gouvernement en exil est formé par le gouvernement légal ayant fui, ou une partie de celui-ci. Toutefois si la situation se prolonge, il peut être renouvelé par des élections — c'est le cas par exemple de l'Administration centrale tibétaine.
Les gouvernements en exil surviennent généralement pendant des révolutions ou des occupations militaires. Par exemple, pendant l'expansion allemande de la Seconde Guerre mondiale, de nombreux gouvernements et chefs d'État (présidents ou monarques) trouvèrent refuge au Royaume-Uni.
Un gouvernement en exil peut ne pas être reconnus par d'autres états. Son importance se mesure principalement au soutien dont il jouit auprès de ses ressortissants ou d'états étrangers. Quand certains auront un rôle purement symbolique, d'autres sont en mesure de fédérer des communautés d'expatriés, d'organiser des événements politiques et d'influer sur les états et les opinions publiques.

## Gouvernements en exil actuels

### Gouvernements pouvant être considérés comme «en exil»
| Nom                                     | Date d'exil | État contrôlant ses revendications | Contexte | Références |
| --------------------------------------- | ----------- | ---------------------------------- | --- | ---------- |
| République de Chine                     | 1949        | République populaire de Chine      | En décembre 1949, Tchang Kaï-chek se replie sur l'île de Taïwan après sa défaite face aux communistes lors de la guerre civile chinoise. Visant toujours la reconquête de la Chine continentale, le gouvernement est alors reconnu par de nombreux pays comme légitime, et est membre du Conseil de sécurité des Nations unies. Il en est finalement exclu en 1971. Depuis lors, la république de Chine s'est de moins en moins considérée comme un gouvernement en exil mais comme celui d'un pays indépendant, sans que le statu quo ne soit altéré. | [ 1 ]      |
| République arabe sahraouie démocratique | 1976        | Maroc                              | Proclamée en 1976 par le Front Polisario à la suite du retrait de l'Espagne du Sahara occidental, alors que le Maroc et la Mauritanie avaient convenu d'un partage du territoire. Si le gouvernement contrôle environ 20 % du territoire, il est souvent considéré comme « en exil » car dirigé depuis le camp de réfugiés de Tindouf en Algérie où vit une part importante du peuple sahraoui. Il est reconnue par une cinquantaine de pays dans le monde, ainsi que par l'Union Africaine.                                                           |            |

### Gouvernements renversés d’États actuels
| Nom                                                         | Date d'exil | État contrôlant ses revendications | Contexte | Références |
| ----------------------------------------------------------- | ----------- | ---------------------------------- | --- | ---------- |
| Rada de la République démocratique biélorusse               | 1919        | République de Biélorussie          | Entre 1918 et 1919, une brève république indépendante est proclamée en Biélorussie, avant d'être conquise par l'Union soviétique. Plus ancien gouvernement en exil à l'heure actuelle, il est dirigé par Ivonka Survilla depuis Ottawa au Canada. Contrairement à d'autres anciennes républiques soviétiques comme les pays baltes, la Biélorussie est restée une dictature sous la présidence d'Alexandre Loukachenko, ce qui a empêché un transfert de pouvoir du gouvernement en exil au gouvernement biélorusse. La Rada a soutenu les manifestations de 2020-2021 et a reconnu Svetlana Tikhanovskaïa comme « grande gagnante » de l'élection présidentielle de 2020. | ,          |
| Conseil de direction présidentiel de la république du Yémen | 2015        | Yémen (Conseil politique suprême)  | À la suite du coup d'État houthiste, les Houthis contrôlent la capitale Sanaa depuis septembre 2014. Le président élu Abdrabbo Mansour Hadi administre le pays depuis Aden depuis février 2015, ville contrôlée par les séparatistes du Mouvement du Sud. Le 7 avril 2022, le président Abdrabbo Mansour Hadi transfère les pouvoirs présidentiels au Conseil de direction présidentiel. Ce dernier est reconnu comme le gouvernement légitime par la communauté internationale. | [ 4 ]      |
| Gouvernement d’unité nationale de Birmanie                  | 2021        | République de l'union de Birmanie  | Formé à la suite du coup d'État birman de 2021, il est composé de responsables démocratiquement élus ayant échappé à la junte militaire. Le gouvernement en exil est reconnu, de manière floue, comme le gouvernement légitime de la Birmanie par les Nations unies . Une partie de son cabinet travaille toujours dans le pays depuis des lieux non contrôlés par la junte. | ,          |

### Gouvernements d’États disparus
| Nom                               | Date d'exil | État contrôlant ses revendications | Contexte | Références |
| --------------------------------- | ----------- | ---------------------------------- | --- | ---------- |
| République des Moluques du Sud    | 1950        | République d'Indonésie             | Proclamée en 1950 à Ambon par l'ancienne élite locale en réaction à la fondation d'une république d'Indonésie unitaire. L'échec des médiations conduit à une intervention militaire indonésienne, qui ne prend fin qu'en 1963 avec la défaite des derniers combattants sur l'île de Céram. Le président de l'indépendance Chris Soumokil est condamné à la peine de mort en 1966 et un gouvernement en exil est créé depuis les Pays-Bas. | ,          |
| Administration centrale tibétaine | 1959        | République populaire de Chine      | Le dalaï-lama s'enfuit du Tibet en 1959, rapidement suivi de dizaines de milliers de personnes, et fonde un mois plus tard un gouvernement en exil depuis l'Inde. Aujourd'hui, l'administration centrale tibétaine, située à Dharamsala, a pour mission à la fois de défendre les intérêts des Tibétains à l'intérieur et à l'extérieur de la Chine. Dans ce cadre son objectif principal est de favoriser le dialogue avec la Chine afin d'instaurer l'autonomie du Tibet et la reconnaissance de ce dernier comme pays historiquement distinct de la Chine. | ,          |

### Gouvernements alternatifs fondés en exil
Ces gouvernements ont été fondés en exil par des organisations ou partis politiques d'opposition d'importance aspirant à devenir les autorités dirigeantes du pays et se revendiquant généralement comme les gouvernements légaux du pays.
| Nom                                 | Exil revendiqué | Fondation | État contrôlant ses revendications | Contexte | Références |
| ----------------------------------- | --------------- | --------- | ---------------------------------- | --- | ---------- |
| Conseil national iranien            | 1975            | 2013      | République islamique d'Iran        | Coalition de partis politiques réunis autour de la figure de Reza Pahlavi, héritier du trône d'Iran. |            |
| République islamique d'Afghanistan  | 2021            | 2021      | Émirat islamique d'Afghanistan     | Gouvernement de la république islamique d'Afghanistan, chassé du pouvoir le 15 août 2021 par les talibans qui proclament le rétablissement de l'émirat islamique d'Afghanistan ; Amrullah Saleh, vice-président d'Ashraf Ghani démissionnaire, s'autoproclame président de la république. | [ 11 ]     |
| Congrés des députés du peuple russe | 2022            | 2022      | Fédération de Russie               | Regroupant différents dissidents russes, il a pour vocation de rédiger une nouvelle constitution et de servir de parlement de transition jusqu'à un changement de régime en Russie. | [ 12 ]     |

### Autres organisations
- Le Mouvement de libération d'Aceh, gouvernement en exil de la province indonésienne d'Aceh, basé en Suède.
- Le gouvernement en exil de la Kabylie (en abrégé GPK ; en kabyle Anabaḍ Aqbayli Uεḍil), gouvernement en exil autoproclamé le 1er juin 2010[13], sous la forme d'une association formée à Paris par le Mouvement pour l'autonomie de la Kabylie devenu le Mouvement pour l'autodétermination de la Kabylie en 2013 et visant à déclarer l'indépendance de la Kabylie.
- Le gouvernement d'Abkhazie en exil, un gouvernement pro-géorgien pour représenter la république autonome séparatiste d'Abkhazie.
- Le gouvernement gabonais de salut national, gouvernement en exil du Gabon, dirigé par Daniel Mengara.
- Le gouvernement en exil de la république serbe de Krajina, dirigé depuis le 26 février 2005 depuis Belgrade par les restes du gouvernement de la république serbe de Krajina, conquise en 1995 par la Croatie.
- La république de Cabinda, revendique la juridiction sur l'ancien protectorat portugais de Cabinda, administré par l'Angola depuis 1975.
- Gouvernement en exil du Turkestan oriental à Washington.
- Le gouvernement en exil de la république autonome de Crimée, depuis le 17 mai 2014, en concurrence de la république de Crimée rattachée à la Russie.
- Le gouvernement en exil de la Ville libre de Dantzig, à Berlin, revendique la restauration de la Ville libre de Dantzig, germanophone et indépendante de la Pologne.

## Gouvernements en exil passés
- Gouvernement royal d'union nationale du Kampuchéa, gouvernement revendiquant entre 1970 et 1975 la souveraineté sur le Cambodge, basé à Pékin et dirigé par Norodom Sihanouk et Penn Nouth.
- Gouvernement provisoire de la république de Corée.
- Conseil de la Couronne d'Éthiopie, dirigé par Ermias Sahle Sélassié (en) et basé à Washington, revendiquait que l'empereur était toujours le chef d'État de l'Éthiopie.
- Gouvernement de la Seconde République espagnole en exil après le coup d'État de Franco. Basé à Mexico entre 1939 et 1946, puis déplacé à Paris jusqu'à la mort de Franco.
- Le gouvernement de la république d'Estonie pré-Seconde Guerre mondiale, nommé par Kalev Ots (et) et dirigé par Ahti Mänd.
- Géorgie : le Gouvernement de la république démocratique de Géorgie après l'invasion soviétique de la Géorgie s'exila en France, notamment à Leuville-sur-Orge.
- Le Gouvernement du Viêt Nam libre, dirigé par le général Nguyên Khanh, ancien chef d'État de la république du Viêt Nam.
- Le Gouvernement de coalition nationale de l'Union de Birmanie, dirigé par Sein Win, composé de membres du parlement élus en 1990, mais dont l'entrée en fonction n'a pas été autorisée par le gouvernement militaire de la Birmanie. Il est dissous en 2012 alors que s'ouvre une brève période de démocratisation.
- Le gouvernement libyen, dirigé par Fayez el-Sarraj, gouvernement reconnu par la communauté internationale s'est installé à Tunis du 12 au 30 mars 2016.

### Seconde Guerre mondiale
Plusieurs pays établirent un gouvernement en exil après la perte de leur souveraineté pendant la Seconde Guerre mondiale. Ceux originaire d'Europe s'installent pour la plupart à Londres, située en zone non occupée :
- Gouvernement provisoire d'Albanie : Gouvernement dirigé par Zog Ier
- Belgique : gouvernement belge en exil (dirigé par Hubert Pierlot, le roi étant captif en Allemagne nazie)
- France du régime de Vichy : de septembre 1944 à avril 1945, des cadres du régime de Vichy animèrent la commission gouvernementale à Sigmaringen, en Allemagne.
- Royaume de Grèce : gouvernement grec en exil
- Luxembourg : gouvernement luxembourgeois en exil
- Norvège : gouvernement Johan Nygaardsvold
- Pays-Bas : gouvernement néerlandais en exil
- Philippines
- Pologne : gouvernement de la (Deuxième) république de Pologne en exil ; continue d'exister jusqu'en 1990, en opposition au régime de la république populaire de Pologne.
- Tchécoslovaquie : Gouvernement provisoire tchécoslovaque
- Royaume de Yougoslavie : Gouvernement yougoslave en exil
- Le Gouvernement provisoire de l'Inde libre, soutenu par l'Axe et basé à Singapour, se présentait comme le gouvernement en exil de l'Inde.